# Холандска књижевност у средњем веку
Холандска књижевност у средњем веку настала је по узору на Европску књижевност тога доба, пре свега француску. На подручју Холандије се штампа користи тек од 1473. године, тако да је преписивање био једини начин чувања писаних трагова све до краја 15. века. Суштина средњовековне књижевности била је да поучи (доцере), дирне (мовере) и разгали (делектаре). Дели се на духовну и световну књижевност.

## Почеци
Први стих написан на холандском језику датира из 12. века, тачније око 1100. године, када га је један фламански калуђер-преписивач забележио на маргини књиге. Поред овог стиха сачувани су и заклетва која се изговарала при крштењу настала крајем 8. века, магијске формуле с краја 9. века и псалми настали у 10. веку. Најзначајнији рукописи се данас чувају у Хагу, Бриселу, Бечу, Копенхагену и Лондону и то су:
- Хагсе Ланцелот-Компилаци, око 1320.
- Зутфенс-Хронингсе Хандшрифт, око 1333.
- Беатрејс-Хандшрифт, око 1374.
- Хрутхусе Хандшрифт, крај 14. века
- Хултхелмсе Хандшрифт, почетак 15. века

## Духовна књижевност
Духовна књижевност се у средњем веку најпре стварала у манастирама. Писана је на латинском језику, а теме су биле религиозне.
Врсте које се појављују су:
- Литургије и химне
- Хагиографије
- Легенде о Девици Марији

Као посебна врста појављује се и мистицизам. Најпознатија мистичарка, која је живела  у 12. веку, била је Хилдегард фон Бинген. Наследила ју је Хадевих, песникиња која је увелико допринела овом жанру. Поред Хилдегард фон Бинген и Хадевих, истакнути је и аутор Јан фан Рисбрук, калуђер који је свој живот посветио Богу.
Сачувана је и маријанска легенда о Беатрејс која доприноси популаризацији култа Девице Марије.

### Хадевих
Хадевих је песникиња о којој није сачувано много података. Стварала је у 13. веку и била предводница групе религиозних жена (бегине), која је била независна од манастира и цркве. Била је позната мистичарка и главна тема њеног целокупног стваралаштва је узвишена љубав према вољеном (мине), лишена еротике. Написала је „Визије“ , „Писма“ и „Строфичне песме“.

### Јан фан Рисбрук
Јан фан Рисбрук (1293—1381) био је калуђер и оснивач манастира Хрунендал у близини Брисела. Његов мистицизам рационалнији је од мистицизма песникиње Хадевих, што значи да не захтева искључивање из спољашњег света. Најзначајнија дела која је написао су „Лепота духовног венчања“ и „О седам осама“.

### Легенда о Беатрејс
Легенда о Беатрејс је маријанска легенда и сматра се да потиче из 13. века. Пронађена је у кодексу анонимног аутора из 1374. године. Главна тема легенде је да ко остане веран Девици Марији, може добити опрост од грехова. Радња приче почиње у манастиру у коме испоснички живот посвећен Богу води млада калуђерица Беатрејс. Заљубивши се у младића из свог детињства, она одлучује да побегне из манастира и оде са њим. Добивши двоје деце, након седам година среће, понестало им је новца и муж напушта своју жену Беатрејс и њихово двоје деце. Тада наступају седам несрећних година, у којима се Беатрејс проституише, како би зарадила нешто новца за себе и децу. Легенда се завршава тако што се једне ноћи ађео приказује Беатрејс у сну и говори јој како је време да се врати у манастир. Она се враћа у манатир и види да њено одсуство није примећено. Док је Беатрејс била у одсуству, Девица Марија ју је мењала, тако да нико ништа није приметио. Сви њени греси били су опроштени.

## Световна књижевност
Световна књижевност настала је по узору на латинске и француске изворе. Књижевност је писана на латинском, али и на народном језику. Посебно је била популарна витешка култура и живот на двору. Родови који се разликују у световној књижевности су лирика, проза и драма.

### Витешка култура
Витешка култура је била врло популарна у средњем веку. Идеал витешког друштва огледао се у добром расположењу, владању собом, верности и храбрости. Образовање витезова било је обавезно. Они су имали улогу песника на двору и неговали су дворску љубавну лирику (минезанг) и дворски еп, који се назива и дворски роман (де хофтсе роман). Дворски роман је свој врхунац доживео крајем 12. и почетком 13. века. Витешки романи се могу поделити на:
- витешке романе о краљу Артуру
- витешке романе о Карлу Великом (Карелроманс, Карелепик)
- класичне витешке романе (инспирисане античким темама)
- источњачке витешке романе (приче које су витезови донели из крсташких ратова).

#### Минезанг
Зачетник дворске лирике, односно минезанга, сматра се Гијом, провансалски песник, захваљујући коме је минезанг настао крајем 11. века. Развитку минезанга допринела је вагантска лирика Кармина Бурана, написана на латинском језику у 13. веку.
Други значајни минезенгери у средњем веку су Хендрик ван Велдеке (око 1150—1190) и Јан I фан Брабант (13. век). Осим љубавних песама, Хендрик фан Велдеке написао је још два значајна дела, а то су: 
- Хагиографија о Светом Сервацију (око 1165. године, дело писано на лимбуршком дијалекту)
- Еп о Енеји (око 1180. године, дело писано на високонемачком).

### Дидактичка књижевност
Улога дидактичке књижевности била је да поучи нечему. Јакоб фан Марлант (1230—1300) из Брижа, сматра се оцем свих холандских песника и њиме је отпочела дидактичка књижевност. Писао је у стиху и био изузетан познавалац античке историје. Од холандског грофа Флориса V добио је наређење да напише дело у коме ће приказати историју од постанка света па све до доба у ком је живео. То дело спада у једно од његових најзначајнијих и најобимнијих дела, састоји се од 80.000 стихова и носи назив Спихел хисторијал (1285—1288). Позната је и његова биографија Александра Великог (око 1262. године, 14.000 стихова) и дело о историји Троје (1264. године, 40.000 стихова).

### Лисац Рејнард
Лисац Рејнард (око 1260) или Лисац Рајнеке (у преводу Страхиње Костића, који је дело превео са немачког) је басна настала по узору на причу Ли Плаид из француског епа Роман де Ренарт, Езопове басне и еп Изенгирмус који је око 1148. Магистер Нивардус написао на латинском. Ова прича припада сатири и критикује односе у тадашњем феудалном друштву. На мети критика су нарочито цењени витезови, разуздано свештенство и сељаштво. Ликови басне носе делом германска, а делом имена романског порекла. Германска имена су: 
- Рејнард (лисац)
- Изегрим (вук)
- Гримберт (јазавац)
- Тиберт (мачак)
- Брун (медвед)
- Белејн (ован)
- Хермелине (лисица)
- Хервинт (вучица)

Романска имена су:
- Нобел (лав)
- Хенте (лавица)
- Кортоа (пас)
- Кантиклер (петао)
- Куварт (зец)
- Фирапел (леопард)
- Панцер (дабар)
- Копе (кокошка)